# Ion Păduraru
Ion Păduraru (n. 18 ianuarie 1961, Țipletești, Sîngerei) este un jurist din Republica Moldova, fost secretar general al Aparatului Președintelui Republicii Moldova (aprilie 2012-?). În perioada 22 mai 1998 - 12 noiembrie 1999 a fost Ministru al Justiției al Republicii Moldova în cabinetele Ciubuc II și Sturza.
Anterior, Păduraru a activat în calitate de procuror, judecător, șef al Secției juridice a Cancelariei de stat, viceministru al Justiției. De asemenea, a fost avocat și decan al Baroului de Avocați Chișinău. În anul 2000 a fost ofițer civil al ONU în Departamentul Judiciar al Administrației ONU pentru Timorul de Est (de fapt o funcție echivalentă cu cea de viceministru al Justiției în guvernul temporar al Timorului de Est sub administrația de tranziție ONU).
Pe 14 ianuarie 2016, după ce a respins candidatura lui Vlad Plahotniuc (din partea PDM) la funcția de prim-ministru al Republicii Moldova, președintele Nicolae Timofti l-a desemnat pe Ion Păduraru drept candidat la funcția de prim-ministru, acesta având un termen de 15 zile la dispoziție să întocmească programul de activitate și componența nominală a noului cabinet de miniștri și să le prezinte parlamentului spre examinare. Imediat, o parte din presă a scris despre faptul că numele lui Păduraru figurează în dosarul lui Vlad Filat, mai exact în autodenunțul lui Ilan Shor. A doua zi, la mai puțin de 12 ore după ce președintele Nicolae Timofti l-a desemnat pe Păduraru la funcția de premier, președintele PDM, Marian Lupu, a prezentat o solicitare prin care comunica că partidul nu este de acord cu desemnarea lui Păduraru și cere revocarea decretului prezidențial cu promisiunea că în timpul apropiat va fi prezentată o listă de susținere a unui alt candidat, iar la scurt timp a înaintat și un candidat propriu la funcția de prim-ministru: Pavel Filip, vicepreședinte al PDM și Ministru în exercițiu al Tehnologiei Informației și Comunicațiilor. Peste puțin timp, Ion Păduraru a anunțat că-și retrage candidatura de la funcția de prim-ministru în favoarea lui Pavel Filip, iar conform altor surse, Președintele Nicolae Timofti a anulat decretul de numire a consilierului său Ion Păduraru drept candidat pentru funcția de prim-ministru. După care, șeful statului l-a desemnat pe Pavel Filip în calitate de candidat la funcția de prim-ministru, motivând că a luat această decizie „ca urmare a propunerii care i-a fost făcută de majoritatea parlamentară constituită dintr-un număr de 55 de deputați”.
Ion Păduraru este căsătorit și are doi copii. În afară de limba maternă, mai cunoaște engleza, franceza, italiana și rusa.